# Cairnsimyia uniseta
Cairnsimyia uniseta är en tvåvingeart som beskrevs av Mcalpine 1968. Cairnsimyia uniseta ingår i släktet Cairnsimyia och familjen myllflugor. Inga underarter finns listade i Catalogue of Life.